# Фрегати типу «Бей»
Фрегати типу «Бей» (англ. Bay class frigates) — клас військових кораблів з 26 фрегатів протиповітряної оборони, що випускалися британськими суднобудівельними компаніями в період з 1944 по 1946 роки. Фрегати цього типу будувалися для Королівського флоту за «Надзвичайною воєнною програмою» (англ. War Emergency Programme) 1943 року під час Другої світової війни (один з яких було скасовано, а шість добудовані як кур'єрські кораблі або гідрографічні судна). Проєкт розроблявся на корпусах протичовнових фрегатів класу «Лох». Кораблі перебували переважно на озброєнні ескортних протичовнових сил Королівського військово-морського флоту Великої Британії і активно діяли в ході бойових дій Другої світової війни.
У 1959 і 1961 роках чотири фрегати цього класу («Бігбарі Бей», «Бургхед Бей», «Морекамб Бей» та «Маунтс Бей») були передані ВМС Португалії. Між 1966 і 1968 роками, базуючись у Мозамбіку, ці кораблі були частиною португальських військово-морських сил стримування проти британського Королівського флоту, так званого патруля Бейри, який намагався застосувати санкції проти Родезії. У 1966 році португальський флот також купив гідрографічне судно «Далрімпл», яке служило до 1983 року.

## Опис
При проєктуванні фрегатів типу «Бей» використовувався дизайн: корпус, рушійна установка, щоглу та надбудову недобудованих фрегатів типу «Лох». Основні зміни стосувалися озброєння, відповідно до ролі кораблів протиповітряної оборони конвоїв фрегати озброювалися здвоєними гарматами QF 4 inch Mk XVI у носовій та кормовій частинах корабля, що монтувалися в установках HA/LA Mark XIX, оснащених дистанційним керуванням потужності, керованим далекоміром-директором Mark V на містку та оснащених радаром типу 285 для визначення відстані до цілей. Через нестачу 102-мм гармат і баштових структур для озброєння багато кораблів оснащувалися за рахунок знятих з есмінців типу V і W і ескортних міноносців типу «Хант», що зазнали тотальних руйнувань або не були придатні до подальшої експлуатації. Пара «допоміжних» установок Mark V для здвоєних 40-мм гармат «Бофорс» інсталювалися посередині корабля, кожна з яких мала власний простий тахіметричний директор прогнозування (англ. Simple Tachymetric Director (STD) для керування вогнем. Зенітне озброєння доповнювалося парою башт Mark V для здвоєних 20-мм гармат «Ерлікон», розміщених на крилах мостику. Пізніше «Ерлікони» були замінені одиночними установками Mark VII для гармат «Бофорс», наступна пара яких встановлювалася в середині корабля на піднятих платформах. Для протичовнової оборони фрегат озброювався РСЗВ «Хеджхог» на баку корабля, а на квартердеку містилися дві стійки та чотири бомбоскидачі для 50 глибинних бомб.
Радіолокаційне озброєння корабля на додаток до радара керування вогнем «типу 285», мало радар повітряного попередження «типу 291» у верхній частині щогли, де також розміщувався радар визначення цілей «типу 276» (пізніше «типу 293»). Пов'язані транспондери IFF розташовувалися на фок-щоглі для розрізнення дружніх і ворожих цілей, а високочастотний пеленгатор (HF/DF) містився на короткій жердині грот-щогли на кормі.
Шість фрегатів типу «Бей» були завершені за іншими проєктами. «Дандрам-Бей» і «Герранс-Бей» ще на стадії будівництва були перейменовані на «Алерт» і «Сюрпрайз» і добудовані як «кур'єрські кораблі», персональні озброєні яхти головнокомандувачів Середземноморського і Далекосхідного флотів. На цих кораблях не було установок Mark V «Бофорс» і кормових 102-мм гармат, а надбудова була подовжена, щоб забезпечити додаткове розміщення прапора, і високу грот-щоглу. Ще чотири кораблі були завершені як гідрографічні дослідницькі судна, призначені спеціально для боротьби з величезною кількістю невизначених уламків і мін, що за часи війни з'явилися навколо Британських островів. Вони не несли на борту зброї, за винятком чотирьох 3-фунтових салютних гармат. Вони мали коротші передні палуби-укриття та несли дослідницькі катери під шлюпбалками вздовж труб та мінно-тральні засоби на кормі.

## Список кораблів типу «Бей»

### Список фрегатів типу «Бей»
| N з/п | Назва корабля     | No.  | Верф                                    | Закладений        | Спущений на воду  | Введений до строю | Статус |
| ----- | ----------------- | ---- | --------------------------------------- | ----------------- | ----------------- | ----------------- | --- |
| 1     | «Бігбарі Бей»     | K606 | Hall Russell, Абердин                   | 30 березня 1944   | 16 листопада 1944 | 10 липня 1945     | 12 травня 1959 року проданий ВМС Португалії; введений як NRP Pacheco Pereira (F337)                                                    |
| 2     | «Бургхед Бей»     | K622 | Charles Hill & Sons, Бристоль           | 21 вересня 1944   | 3 березня 1945    | 20 вересня 1945   | у серпні 1958 року виведений зі складу флоту; у травні 1959 року проданий ВМС Португалії; введений як NRP Álvares Cabral (F336)        |
| 3     | «Кардіган Бей»    | K630 | Henry Robb, Літ                         | 14 квітня 1944    | 28 грудня 1944    | 25 червня 1945    | у квітні 1961 року виведений зі складу флоту; 1962 року списаний на брухт                                                              |
| 4     | «Карнарвон Бей»   | K630 | Henry Robb, Літ                         | 8 червня 1944     | 16 березня 1945   | 20 вересня 1945   | у травні 1946 року виведений зі складу флоту; 1959 року списаний на брухт                                                              |
| 5     | «Косенд Бей»      | K644 | Blyth Shipbuilding Company, Блайт       | 24 квітня 1944    | 26 лютого 1945    | 13 листопада 1945 | 11 березня 1946 року виведений зі складу флоту; 1959 року проданий на брухт                                                            |
| 6     | «Енард Бей»       | K435 | Smith's Dock Company, Редкар і Клівленд | 27 травня 1944    | 31 жовтня 1944    | 4 жовтня 1946     | у січні 1947 року виведений зі складу флоту; 1957 року проданий на брухт                                                               |
| 7     | «Ларго Бей»       | K423 | William Pickersgill, Геббурн            | 8 лютого 1944     | 3 жовтня 1944     | 26 січня 1946     | у серпні 1946 року виведений зі складу флоту; 1959 року проданий на брухт                                                              |
| 8     | «Морекамб Бей»    | K624 | William Pickersgill, Саутвік            | 30 квітня 1944    | 1 листопада 1944  | 22 лютого 1949    | 19 листопада 1956 року виведений зі складу флоту; у 1961 році проданий ВМС Португалії; введений як NRP Dom Francisco de Almeida (F479) |
| 9     | «Маунтс Бей»      | K627 | William Pickersgill, Саутвік            | 23 жовтня 1944    | 8 червня 1945     | 11 квітня 1949    | у травні 1960 року виведений зі складу флоту; у 1961 році проданий ВМС Португалії; введений як NRP Vasco da Gama (F478)                |
| 10    | «Педстоу Бей»     | K608 | Henry Robb, Літ                         | 25 вересня 1944   | 25 вересня 1945   | 11 березня 1946   | у листопаді 1947 року виведений зі складу флоту; 1959 року проданий на брухт                                                           |
| 11    | «Порлок Бей»      | K650 | Charles Hill & Sons, Бристоль           | 22 листопада 1944 | 14 червня 1945    | 14 лютого 1946    | у січні 1949 року виведений зі складу флоту; у 1962 році проданий ВМС Фінляндії; введений як FNS Matti Kurki                           |
| 12    | «Вер'ян Бей»      | K651 | Charles Hill & Sons, Бристоль           | 8 червня 1944     | 11 листопада 1944 | 13 травня 1945    | 12 березня 1957 року виведений зі складу флоту; 1959 року проданий на брухт                                                            |
| 13    | «Сент Остелл Бей» | K634 | Harland and Wolff, Белфаст              | 30 травня 1944    | 18 листопада 1944 | 29 травня 1945    | у серпні 1956 року виведений зі складу флоту; 1959 року проданий на брухт                                                              |
| 14    | «Сент Брайдс Бей» | K600 | Harland and Wolff, Белфаст              | 2 травня 1944     | 16 січня 1945     | 15 червня 1945    | 16 грудня 1961 року виведений зі складу флоту; 1962 року проданий на брухт                                                             |
| 15    | «Старт Бей»       | K604 | Harland and Wolff, Белфаст              | 31 серпня 1944    | 15 лютого 1945    | 6 вересня 1945    | у листопаді 1946 року виведений зі складу флоту; 1958 року проданий на брухт                                                           |
| 16    | «Тремадок Бей»    | K605 | Harland and Wolff, Белфаст              | 31 серпня 1944    | 29 березня 1945   | 11 жовтня 1945    | у квітні 1951 року виведений зі складу флоту; 1959 року проданий на брухт                                                              |
| 17    | «Вайтсенд Бей»    | K633 | Harland and Wolff, Белфаст              | 8 серпня 1944     | 16 грудня 1944    | 30 липня 1945     | у грудні 1954 року виведений зі складу флоту; 1955 року проданий на брухт                                                              |
| 18    | «Вайдмаут Бей»    | K615 | Harland and Wolff, Белфаст              | 24 квітня 1944    | 19 жовтня 1944    | 13 квітня 1945    | у вересні 1953 року виведений зі складу флоту; 1957 року проданий на брухт                                                             |
| 19    | «Вігтаун Бей»     | K616 | Harland and Wolff, Белфаст              | 24 жовтня 1944    | 26 квітня 1945    | листопад 1945     | у травні 1947 року виведений зі складу флоту; у жовтні 1958 року проданий на брухт                                                     |

### Список кур'єрських кораблів типу «Бей»
| N з/п | Назва корабля | No.  | Верф                                    | Закладений     | Спущений на воду | Введений до строю | Статус                                                                      |
| ----- | ------------- | ---- | --------------------------------------- | -------------- | ---------------- | ----------------- | --------------------------------------------------------------------------- |
| 1     | «Алерт»       | K647 | Blyth Shipbuilding Company, Блайт       | 28 липня 1944  | 10 липня 1945    | 24 жовтня 1946    | у травня 1964 року виведений зі складу флоту; у 1971 році проданий на брухт |
| 2     | «Сюрпрайз»    | K346 | Smith's Dock Company, Редкар і Клівленд | 21 квітня 1944 | 14 березня 1945  | 9 вересня 1946    | у січні 1965 року виведений зі складу флоту; у 1965 році проданий на брухт  |

### Список гідрографічних суден типу «Бей»
| N з/п | Назва корабля | No.  | Верф                                    | Закладений        | Спущений на воду | Введений до строю | Статус |
| ----- | ------------- | ---- | --------------------------------------- | ----------------- | ---------------- | ----------------- | --- |
| 1     | «Кук»         | K638 | William Pickersgill, Саутвік            | 30 листопада 1944 | 24 вересня 1945  | 20 липня 1950     | 1 травня 1964 року виведений зі складу флоту; у 1968 році проданий на брухт                                                     |
| 2     | «Далрімпл»    | K427 | William Pickersgill, Саутвік            | 29 квітня 1944    | 12 квітня 1945   | 10 лютого 1948    | 2 лютого 1966 року виведений зі складу флоту; у 1961 році проданий ВМС Португалії; введений як NRP Afonso de Albuquerque (A526) |
| 3     | «Дампір»      | K611 | Smith's Dock Company, Редкар і Клівленд | 7 серпня 1944     | 15 травня 1945   | 4 травня 1948     | 31 січня 1968 року виведений зі складу флоту; у 1968 році проданий на брухт                                                     |
| 4     | «Овен»        | K640 | Hall Russell, Абердин                   | 30 вересня 1944   | 19 жовтня 1945   | 2 серпня 1949     | 14 жовтня 1965 року виведений зі складу флоту; 15 липня 1970 року розібраний на брухт                                           |